# Leonardo Cavallini
Pour les articles homonymes, voir Cavallini.
Leonardo Cavallini, né le 4 juin 1929 à Cortina d'Ampezzo et mort le 11 juillet 2023 à Agordo, est un bobeur italien des années 1960.

## Carrière
Leonardo Cavallini est médaillé d'argent aux Championnats du monde de bobsleigh 1966 à Cortina d'Ampezzo en bob à deux avec Gianfranco Gaspari.
Il participe aux Jeux olympiques de 1968 à Grenoble et se classe sixième en bob à quatre.

## Palmarès

### Championnats monde
- : médaillé d'argent en bob à 2 aux championnats monde de 1966.